# Toussaint Iluku Bolumbu
Toussaint Iluku Bolumbu MSC (ur. 18 listopada 1964 w Monieka) – kongijski duchowny katolicki, biskup Bokungu-Ikela od 2019.

## Życiorys

### Prezbiterat
Święcenia kapłańskie przyjął 23 lipca 1995 w zgromadzeniu Misjonarzy Najśw. Serca Jezusowego. Był m.in. wicerektorem, ekonomem i dyrektorem ds. formacji scholastykatu w Jaunde, wiceprzewodniczącym stowarzyszenia wyższych przełożonych zakonnych prowincji Mbandaka-Bikoro oraz przełożonym zakonnego regionu Afryki francuskojęzycznej.

### Episkopat
13 maja 2019 papież Franciszek mianował go biskupem ordynariuszem diecezji Bokungu-Ikela. Sakry biskupiej udzielił mu 21 lipca 2019 arcybiskup Fridolin Ambongo.